# 馬駝鹿
馬駝鹿（学名：Hippocamelus），又稱駱鹿，是鹿科下的一屬動物。其下有兩個瀕危的物種：智利馬駝鹿及秘魯馬駝鹿。牠們的身體粗壯，四肢短小。夏天時，牠們會棲息在高海拔的地方，隨著冬天的來臨而逐步下移至森林河谷。牠們是草食性的，主要吃草本植物、莎草科及地衣等。
智利馬駝鹿分佈在智利及阿根廷。牠們是群居的，群落數量視乎情況而定，一般為2-3頭，有時多達11頭，但以往可以超過100頭。群落主要為雌鹿及幼鹿，雄鹿是獨居的。
秘魯馬駝鹿分佈在秘魯及玻利維亞的高地雲林及沒有樹的高山荒原。牠們棲息在海拔2500-5200米的地方。牠們的群落組織較鬆散，成員約有3-14頭，當中1-2頭雄鹿及幾頭雌鹿。牠們在日間活動，一般壽命為10年。牠們現正處於易危。
馬駝鹿自1976年就已處於瀕危，其主因是砍林、棲息地分散、入侵物種及被獵殺。
馬駝鹿與安地斯神鷹是智利的國家動物。

## 外部連結
- ARKive
- Animal Info （页面存档备份，存于）
- 國家地理頻道 （页面存档备份，存于）
- www.ultimateungulate.com （页面存档备份，存于）